# Иоганн VI (граф Нассау-Дилленбурга)
Иоганн VI Нассау-Дилленбургский (нем. Johann VI. von Nassau-Dillenburg; 22 ноября 1536, Дилленбург — 8 октября 1606, там же) — граф Нассау-Дилленбургский (1559—1606) и Нассау-Байльштайнский (1561—1606), также известен как Ян VI или Jan de Oude (Иоганн Старший, в отличие от второго сына Иоганна Среднего и внука Иоганна Младшего). Штатгальтер Гельдерна и Зютфена (1579—1581). Его полный титул — граф Нассау-Дилленбурга, Катценельнбогена, Дица, Зигена, Хадамара и Байльштайна.

## Биография
Иоганн VI — второй сын графа Вильгельма I Нассау-Дилленбургского (1487—1559, правил в 1516—1559 годах) от второго брака с Юлианой Штольбергской. Младший брат Вильгельма I Оранского. Он был главным автором создания Утрехтской унии в 1579 году.
Граф Иоганн VI Нассау-Дилленбургский получил образование в Страсбурге. В 1559 году после смерти своего отца он унаследовал графство Нассау-Дилленбургское. В 1572 году граф принял кальвинизм. В 1584 году он основал Хернборнскую протестантскую академию в городе Хернборн.
В 1561 году после смерти Иоганна III, графа Нассау-Байльштайнского (1500—1561), не оставившего наследников, Иоганн VI Нассау-Дилленбургский стал его преемником и присоединил графство Нассау-Байльштайн к своим владениям.
Он поддерживал своего старшего брата, принца Вильгельма Оранского (1533—1584), в его борьбе с Испанией за Нидерланды. Будучи штатгальтером Гельдерна и Зютфена Иоганн Нассау-Дилленбургский принял участие в создании Утрехтской унии.
Три его сына и четверо братьев погибли во время войны за Нидерланды.
Иоганн VI, граф Нассау-Дилленбург, принадлежал к роду Нассау-Дилленбург, одной из ветвей Нассауского дома.
Иоганн VI, граф Нассау-Дилленбург, является предком королевы Нидерландов Беатрикс.
Иоганн VI скончался в своём родном Дилленбурге в возрасте 69 лет.

## Семья и дети
Иоганн VI был трижды женат и имел в общей сложности 24 детей:
16 июня 1559 года в Дилленбурге он женился первым браком на Елизавете Лейхтенбергской (март 1537 — 6 июля 1579), дочери Георга III, ландграфа Лейхтенбергского (1502—1555), и Барбары Бранденбург-Ансбах-Кульмбахской (1495—1552). Елизавета родила ему 13 детей:
- Вильгельм Людвиг (13 марта 1560 — 31 мая 1620), граф Нассау-Дилленбургский (1606—1620), штатгальтер Фрисландии (1584—1620), Гронингена (1594—1620) и Дренте (1596—1620)
- Иоганн VII (7 июня 1561 — 27 сентября 1623), граф Нассау-Зигенский (1609—1623)
- Георг (1 сентября 1562 — 9 августа 1623), сеньор Дридорфа (1604—1607), граф Нассау-Байльштайнский (1607—1620), граф Нассау-Дилленбургский (1620—1623)
- Елизавета (24 января 1564 — 5 мая 1611), 1-й муж с 1583 года граф Филипп IV, граф Нассау-Вальбургский (1542—1602), 2-й муж с 1603 года граф Вольфганг Эрнст I Айзенбург-Бюдингенский
- Юлиана (6 октября 1565 — 4 октября 1630), 1-й муж с 1588 года Адольф Генри Даун, 2-й муж с 1619 года граф Иоганн Альбрехт I Сольмс-Браунфельсский
- Филипп (1 декабря 1566 — 3 сентября 1595)
- Мария (12 ноября 1568 — 10 мая 1625), жена с 1588 года графа Иоганна Людвига I Нассау-Висбаден-Идштейнского
- Анна Сибилла (29 сентября 1569 — 19 декабря 1576)
- Матильда (27 декабря 1570 — 10 мая 1625), муж с 1592 года граф Вильгельм V Мансфельд-Арнштейнский
- Альберт (родился и умер в 1572)
- Эрнст Казимир Нассау-Дицский (22 декабря 1573 — 2 июня 1632), граф Нассау-Дица (1606—1632), штатгальтер Фрисландии (160—1632), Гронингена и Дренте (1625—1632)
- Людвиг Гюнтер (15 февраля 1575 — 12 сентября 1604)
- Мертворожденный сын (6 июля 1579)

13 сентября 1580 года в Дилленбурге Иоганн VI вторично женился на Кунигунде Якобее Пфальц-Зиммернской (9 октября 1556 — 26 января 1586), дочери курфюрста Фридриха III Пфальцского (1515—1576) и его супруги Марии Бранденбург-Кульмбахской (1519—1567). Кунигунда родила родила ему четверых детей:
- Мертворожденный сын (19 июля 1581)
- Мария Амалия (27 июля 1582 — 31 октября 1635), жена с 1600 года графа Вильгельма I из Сольмс-Браунсфельд-Грайфенштайна
- Кунигунда (12 июля 1583 — 4 апреля 1584)
- Мертворожденный сын (23 февраля 1585)

14 июня 1586 года в Бад-Берлебурге Иоганн VI в третий раз женился на Иоганнетте фон Сайн-Витгенштейн (15 февраля 1561 — 13 апреля 1622), дочери графа Людвига I Сайн-Витгенштейна (1532—1605) и Анны фон Сольм-Браунфельсской (1538—1565). Иоганнетта родила ему 7 детей:
- Георг Людвиг (12 апреля 1588 — 16 апреля 1588)
- Иоганн Людвиг (6 августа 1590 — 10 марта 1653), граф фон Нассау-Хадамар (1606—1653), князь Нассау-Хадамар с 1650 года
- Иоганнетта Елизавета (13 февраля 1593 — 13 сентября 1654), жена с 1616 года графа Конрада Гупрехта Бентхайм-Лимбурга
- Анна (24 ноября 1594 — 11 февраля 1660), жена с 1619 года графа Филиппа Эрнста Айзенбург-Бирштейнского
- Магдалина (13 ноября 1595 — 31 июля 1633), муж с 1624 года граф Георг Альбрехт I Эрбахский
- Анна Амалия (19 июля 1599 — 4 мая 1667), муж с 1648 года граф Вильгельм Отто Айзенбург-Бирштейнский
- Юлиана (9 июня 1602 — 26 августа 1602).